# جوين جونز
جوين جونز (بالإنجليزية: Gwyn Jones)‏ (20 مارس 1935 في المملكة المتحدة - 13 نوفمبر 2020) هو لاعب كرة قدم بريطاني في مركز الدفاع. لعب مع نادي بريستول روفيرز ووولفرهامبتون واندررز ونادي بورثمادوغ وكارنارفون تاون ‏.

## وصلات خارجية
- جوين جونز على موقع قاعدة بيانات كرة القدم.إي يو (الإنجليزية)